# Bruno Maderna
Bruno Maderna, pseudonimo di Bruno Grossato (Venezia, 21 aprile 1920 – Darmstadt, 13 novembre 1973), è stato un compositore e direttore d'orchestra italiano.

## Biografia
Bruno Maderna era nato Bruno Grossato e in un secondo momento adottò il cognome da nubile della madre, Maderna. 
Il padre Umberto Grossato, musicista d'intrattenimento, lo avviò alla musica trasmettendogli i primi rudimenti musicali e a soli 7 anni, dato il suo precoce talento, lo fece esibire come violinista e direttore nella sua orchestrina, The Happy Grossato Company.
Nel 1934, preso sotto tutela da Irma Manfredi, ricca signora veronese, iniziò lo studio della composizione con A. Pedrollo.
Dopo questi esordi precoci, Maderna proseguì i suoi studi musicali regolari presso i conservatori di Milano, Roma e Venezia, diplomandosi nel 1940 con Alessandro Bustini e perfezionandosi poi sotto la guida di importanti docenti, quali Gian Francesco Malipiero, Antonio Guarnieri e Hermann Scherchen. Durante la seconda guerra mondiale aderì alla resistenza partigiana.
Gian Francesco Malipiero lo chiamò successivamente ad insegnare teoria e solfeggio presso il Conservatorio Benedetto Marcello di Venezia nel 1947. Fu grazie a Malipiero che Maderna intraprese lo studio e la conoscenza della musica antica, in particolare quella di scuola veneziana, a cui si dedicò nel corso della sua carriera sia come direttore d'orchestra sia nelle numerose trascrizioni e riorchestrazioni che approntò a questo repertorio. In questi anni Maderna incontrò Luigi Nono, allora studente di giurisprudenza, che divenne suo allievo privato. Nono fu l'unico allievo importante di Maderna, attorno al quale però si coagulò un nucleo di musicisti veneziani.
Fondamentale per la sua formazione di compositore fu l'incontro col direttore d'orchestra tedesco Hermann Scherchen nel 1948. Scherchen aveva tenuto in quell'anno il Corso internazionale di direzione d'orchestra all'interno del Festival internazionale di musica contemporanea della Biennale di Venezia, cui Maderna partecipò. Fu Scherchen a introdurre Maderna alle composizioni della Seconda scuola di Vienna (Schönberg, Berg, Webern), il che fu determinante nel produrre una svolta modernista nella poetica di Maderna, reduce allora della formazione accademica di Bustini e degli insegnamenti di Malipiero, improntati a un'estetica di gusto neoclassico.
In quegli anni aveva inoltre inizio la sua carriera di direttore d'orchestra: Karl Amadeus Hartmann, ad esempio, lo chiamò, primo direttore straniero, a dirigere un concerto della serie Musica Viva a Monaco di Baviera nel 1950. Questo evento diede inizio, di fatto, alla sua carriera internazionale di direttore, che si svolse sotto l'insegna di un eclettismo programmatico, in cui la giustapposizione di autori cronologicamente lontani – quali Monteverdi, Gabrieli, Mozart, affiancati ai rappresentanti delle sperimentazioni più recenti – faceva parte di un disegno di sensibilizzazione e trasmissione del patrimonio musicale, che vedeva proprio nell'affiancamento tra repertori nuovi e antichi la chiave per avvicinare il pubblico alla musica contemporanea.  Nel 1951 fondò l'Internationales Kranichsteiner Kammerensemble, di cui fu direttore.
Durante i corsi estivi di Darmstadt presentò le B.A.C.H. Variationen per due pianoforti. A Darmstadt Maderna entrò in contatto con molti autori, che rivestiranno un ruolo importante nell'evoluzione della musica del XX secolo: Pierre Boulez, Olivier Messiaen, John Cage, Karlheinz Stockhausen e Henri Pousseur. Inoltre numerose furono le frequentazioni con importanti interpreti della nuova musica, come il flautista Severino Gazzelloni, per il quale scrisse Musica su due dimensioni.
Dopo l'incarico a Venezia, assieme a Luciano Berio e al tecnico Marino Zuccheri fondò lo Studio di fonologia musicale della Rai a Milano; assieme a Berio fondò pure la rivista Incontri musicali. Parallelamente a ciò, tenne diversi congressi e promosse manifestazioni e concerti con lo scopo di promuovere la musica contemporanea, svolgendo anche attività didattica (tenne alcuni corsi di composizione dodecafonica presso il conservatorio di Milano e dei seminari presso la Dartington's Summer School of Music).
Negli anni sessanta la sua carriera concertistica internazionale si intensificò, pur continuando la sua carriera didattica nelle materie della composizione e della direzione d'orchestra (tenne, tra l'altro, corsi presso il Mozarteum di Salisburgo ed il conservatorio di Rotterdam). La sede principale della sua vita era comunque diventata Darmstadt, dove spostò la sua cittadinanza ufficiale nel 1970.
Negli ultimi anni di vita raggiunse l'apice della carriera, divenendo direttore musicale stabile dell'Orchestra sinfonica della Rai di Milano e vincendo nel 1972 la XXIV edizione del Prix Italia nella categoria “programma radiofonico nel quale la musica ha un ruolo predominante” con l'"invenzione radiofonica" Ages, da un'idea di Giorgio Pressburger.
Nel 1973 gli venne diagnosticato un cancro ai polmoni; morì di lì a poco a Darmstadt, il 13 novembre.

## Stile
Spirito avventuroso ed irrequieto, Maderna non cessò mai di indagare nuove tecniche compositive; dal neoclassicismo modaleggiante dei lavori giovanili, ben presto si avvicinò all'espressionismo atonale della seconda scuola di Vienna ed alla dodecafonia, senza per questo dimenticare la principalissima esperienza bartokiana (di cui vi sono echi nel Concerto per due pianoforti e strumenti del 1948 e che ritornerà presente nelle tecniche proliferative da lui ampiamente utilizzate nei lavori degli ultimi anni).
Fu tra i precursori del serialismo musicale assieme ai colleghi Stockhausen, Boulez e Nono, dai cui rigori si discostò tuttavia presto per elaborare il suo personale universo seriale. A questo proposito affermava nel 1965:
Cos’è la musica seriale oggi? Soprattutto una forma mentis. Ciò che ieri era sistema grammaticale, strumento di organizzazione, è diventato adesso una concezione del mondo della musica. Il termine «seriale» si carica di sensi multipli e vasti; tuttavia, deve essere mantenuto. Poiché il principio seriale resta il principio fondamentale della musica attuale. È il solo a sostituirsi in modo fermamente convincente al principio tonale. È il solo capace di realizzare una sintesi linguistica completa. E noi lo manipoliamo con tanta naturalezza e libertà, e lo viviamo con così tanta forza come i Fiamminghi vivevano i loro propri principi d’espressione. Scrivo per questo delle serie nel senso “classico” del termine? Certamente no: ho un mio proprio sistema grammaticale, che rientra nel principio seriale, e che è sufficientemente flessibile, e soprattutto sufficientemente astratto, da lasciarmi tutta la libertà di modellarvi in mille modi la mia immaginazione musicale, che non è astratta per nulla. Il sistema – e ogni compositore d’oggi possiede il proprio – deve fornire una base logica al pensiero; esso feconda questo pensiero, non lo opprime minimamente. Ecco qui, d’altronde, una costante storica – un’evidenza, oserei dire...
Maderna fu inoltre tra i primi ad indagare le possibilità offerte dall'alea (a questo riguardo, la sua Serenata per un satellite del 1969 viene universalmente considerata come uno dei momenti di più alto lirismo ottenuti con l'utilizzo di tecniche aleatorie).
Allo stesso tempo, fu precursore dell'impiego dei mezzi musicali elettronici (il suo brano Musica su due dimensioni fu il primo in assoluto a prevedere l'interazione tra un musicista dal vivo ed un nastro registrato).
Negli anni cinquanta ebbe pure saltuari contatti con la musica d'uso: scrisse commenti musicali per alcuni film e documentari e produsse pure alcuni arrangiamenti jazz per big band. Tra le musiche per film di maggior successo si rammentano le colonne sonore del film Le due verità (1951) e Noi cannibali (1953) per la regia di Antonio Leonviola, e di La morte ha fatto l'uovo di Giulio Questi (1968).
I suoi ultimi lavori denotano una grande volontà di sincretismo, mirata all'uscita da alcune delle problematiche compositive legate agli anni precedenti, tentativo che avrebbe potuto portare a sviluppi importanti ed inaspettati, se non fosse stato troncato dalla sua prematura scomparsa nel 1973.

## Principali opere
- Concerto per pianoforte e orchestra (1942), anche in una versione per due pianoforti (1946)
- Requiem per 4 voci, doppio coro e grande orchestra per soli, cori e orchestra (1946) e prima esecuzione assoluta postuma nel Teatro La Fenice di Venezia diretto da Andrea Molino nel 2009
- Serenata per 11 strumenti (1946)
- Concerto per due pianoforti, percussioni e due arpe (1948 al Teatro La Fenice di Venezia con Luciano Rosada alle percussioni)
- Liriche su Verlaine (1948)
- Fantasia e fuga (B.A.C.H. Variationen) per due pianoforti (1949)
- Composizione n.1 per orchestra (1948-1949)
- Composizione n.2 per orchestra (1950)
- Improvvisazione n. 1 per orchestra (1951-1952)
- Musica su due dimensioni per flauto, Piatto e nastro magnetico (1952 a Darmstadt con Severino Gazzelloni)
- Vier Briefe, cantata da camera per soprano, basso e orchestra da camera (1953)
- Improvvisazione n. 2 per orchestra (1954 diretta da Nino Sanzogno al Teatro La Fenice)
- Sequenze e strutture, musica elettronica (1954)
- Quartetto per archi (1955)
- Notturno, musica elettronica (1956)
- Syntaxis, musica elettronica (1957)
- Musica su due dimensioni, seconda versione per flauto e nastro magnetico stereofonico (1958)
- Continuo, costruito su un unico suono che passa attraverso 22 stadi di lenta e graduale elaborazione che si avvicendano senza soluzione di continuità (1958).
- Concerto per pianoforte e orchestra (1959)
- Honeyrêves per flauto e pianoforte (1962 al Teatro La Fenice con Severino Gazzelloni)
- Le rire per nastro magnetico (1962)
- Concerto n.1 per oboe e orchestra (1962-1963)
- Dimensioni III per orchestra con una cadenza per flauto solista (1963-1965)
- Aria per soprano, flauto solista e orchestra su testo di Friedrich Hölderlin (1964)
- Hyperion, lirica in forma di spettacolo con un testo di Friedrich Hölderlin e fonemi di Hans G. Helms (1964 con Severino Gazzelloni al Teatro La Fenice)
- Widmung per violino solo (1967)
- Concerto n.2 per oboe e orchestra (1968 al Teatro La Fenice)
- Concerto per violino e orchestra (1969 al Teatro La Fenice)
- Quadrivium per quattro percussionisti e quattro gruppi orchestrali (1969)
- Serenata per un satellite per gruppo da camera (1969)
- Grande aulodia per flauto, oboe e orchestra (1970)
- Juilliard Serenade (Tempo libero II) (1971)
- Viola per viola sola (o viola d'amore) (1971)
- Pièce pour Ivry per violino solo (1971)
- Ausstrahlung per voce femminile, flauto e oboe obbligati, grande orchestra e nastro magnetico (1971)
- Ages, invenzione radiofonica per voci, coro e orchestra da William Shakespeare (Rai, 1972)
- Aura per orchestra (1972)
- Biogramma per grande orchestra (1972)
- Dialodia per due flauti, oboi e altri strumenti (1972)
- Giardino religioso per piccola orchestra (1972)
- Venetian Journal per tenore, orchestra e nastro magnetico su testo di James Boswell (1972)
- Satyricon, opera lirica da Petronio (1973)
- Concerto n.3 per oboe e orchestra (1973)

## Opere radiofoniche Rai
- Il mio cuore è nel sud, ballata in prosa di Giuseppe Patroni Griffi, musica di B. Maderna, regia di Anton Giulio Majano, 23 marzo 1950.
- Il cavallo di Troia, di Gastone Da Venezia e Ugo Liberatore, regia di Mario Ferrero, 2 aprile 1959.
- Don Perlimplin ovvero Il trionfo dell'amore e dell'immaginazione, ballata amorosa di Federico García Lorca, 12 agosto 1962.

## Varietà musicali Rai
- Arcidiapason, spettacolo musicale con Mario Migliardi, Bruno Maderna e Armando Trovajoli, presentato da Stefano Sibaldi 1960

## Edizioni musicali
- Aura per orchestra, Ricordi, Milano, NR 131960
- Biogramma (1972) per grande orchestra, Ricordi, Milano, NR 131985
- Concerto per violino e orchestra, Ricordi, Milano, NR 131592
- Giardino religioso (1972) per orchestra, Ricordi, Milano, NR 132049
- Grande aulodia per flauto, oboe e orchestra, Ricordi, Milano, NR 131648
- Music of Gaity dal Fitzwilliam Virginal Book (trascrizione per orchestra da camera), Ricordi, Milano, NR 131540
- Piece pour Ivry per violino, Ricordi, Milano, NR 131886
- Serenata per un satellite per violino, flauto (ottavino), oboe (oboe d'amore, musette), clarinetto, marimba, arpa, chitarra e mandolino (tutti insieme o separati), Ricordi, Milano 1969 (ristampa 2006), NR 131626, ISMN M-041-31626-0
- Solo per musette, oboe, oboe d'amore, corno inglese, Ricordi, Milano, NR 131888
- Venetian Journal (da Boswell) (1972) per tenore, orchestra e nastro magnetico, Ricordi, Milano, NR 131987
- Viola (o viola d'amore) per viola o viola d'amore, Ricordi, Milano, NR 131887
- Y después per chitarra a dieci corde, Ricordi, Milano, NR 132051
- Y después versione per chitarra a sei corde a cura di Wulfin Lieske, Ricordi, Milano, NR 138177
- Dialodia per due flauti od oboi o altri strumenti, Ricordi, Milano, NR 132126

## Omaggi
- Alla memoria di Bruno Maderna sono state dedicate numerose composizioni, tra cui:
  - Rituel in Memoriam Bruno Maderna di Pierre Boulez
  - Calmo di Luciano Berio
  - Duo pour Bruno di Franco Donatoni
  - Dedica di Giacomo Manzoni.
- A Maderna sono stati intitolati:
  - il Conservatorio di musica di Cesena
  - la scuola civica musicale di Verona

### Libri
- Angela Ida De Benedictis (a cura di), Utopia, Innovation, Tradition: Bruno Maderna’s Cosmos, Woodbridge, Boydell & Brewer, 2022, ISBN 9781837650309.
- Bruno Maderna, Amore e curiosità. Scritti, frammenti e interviste sulla musica, a cura di Angela Ida De Benedictis, Michele Chiappini e Benedetta Zucconi, Milano, Il Saggiatore, 2020.
- Rossana Dalmonte e Mario Baroni, Bruno Maderna. La musica e la vita, Lucca, LIM, 2020.
- Rossana Dalmonte e Mario Baroni (a cura di), Pour Bruno. Memorie e ricerche su Bruno Maderna, Lucca, LIM, 2015.
- Gabriele Bonomo e Fabio Zannoni (a cura di), Maderna e l'Italia musicale degli anni '40, Milano, Suvini Zerboni 2012.
- Laurent Feneyrou, Giordano Ferrari et Geneviève Mathon (a cura di), À Bruno Maderna, vol. 2, Paris, Basalte, 2009.
- Laurent Feneyrou, Giordano Ferrari et Geneviève Mathon (a cura di), À Bruno Maderna, vol. 1, Paris, Basalte, 2007.
- Veniero Rizzardi, Esumazione di un Requiem. Edizione anastatica della partitura e note informative sul ritrovamento del giovanile Requiem di Bruno Maderna, Firenze, Olschki, 2007 (Fondazione Giorgio Cini. Studi di musica veneta. Archivio Gian Francesco Malipiero, vol. III), ISBN 88-22-25692-1
- Rossana Dalmonte e Marco Russo (a cura di), Bruno Maderna Studi e Testimonianze, Lucca, LIM, 2004.
- (FR) Nicola Verzina, B. Maderna. Etude historique et critique, Parigi, L'Harmattan, 2003.
- Paolo Cattelan (a cura di), Malipiero Maderna 1973–1993, Firenze, Olschki 2000 (Fondazione Giorgio Cini, Linea Veneta, vol. 13), ISBN 9788822248725.
- Massimo Mila, Maderna musicista europeo, Torino, Giulio Einaudi Editore, 1999, ISBN 88-06-15059-6.
- Armando Gentilucci, Guida all'ascolto della musica contemporanea, Milano, Feltrinelli, 1992, ISBN 88-07-80595-2.
- Rossana Dalmonte e Mario Baroni (a cura di), Studi su Bruno Maderna, Milano, Suvini Zerboni, 1989.
- Rossana Dalmonte e Mario Baroni (a cura di), Bruno Maderna, Documenti, Milano, Suvini Zerboni, 1985.

### Contributi su riviste e volumi miscellanei
- Angela Ida De Benedictis, Komponieren als kaleidoskopisches Denken. Enstehungsgeschichtliche Verknüpfungen und interpolative Prozesse in Bruno Madernas Werk der früheren 1960er Jahre, in Re- Set. Rückgriffe und Fortschreibungen in der Musik seit 1900, hrsg. von S. Obert und H. Zimmermann, Schott, Mainz 2018, pp. 145-156.
- Angela Ida De Benedictis, More than conducting, more than composing: Hermann Scherchen, Bruno Maderna, Luciano Berio, in Komponieren & Dirigieren. Doppelbegabungen als Thema der Interpretationsgeschichte, hrsg. von A. Drčar und W. Gratzer, Rombach Freiburg i.Br et al. 2017, pp. 371-400.
- Kristin Keym e Stefen Keym, Anmerkungen zum Problem der Literaturoper, zur offenen Form und zur Zitattechnik in Bruno Maderna's "Satyricon", in Res Facta Nova, 13, 2012, pp. 107-125.
- Nicolò Palazzetti, Italian Harmony during the Second World War: Analysis of Bruno Maderna's First String Quartet, «Rivista di Analisi e Teoria Musicale», Vol. 21, No. 1, 2015, pp. 63-91
- Veniero Rizzardi, Introduzione a / Introduction to Bruno Maderna, Requiem per soli, cori e orchestra, edizione critica, Suvini Zerboni, Milano, 2012
- Veniero Rizzardi, The Tone Row, Squared: Bruno Maderna and the Birth of Serial Music in Italy, in Rewriting Recent Music History. The Development of Early Serialism 1947–1955, ed. by Mark Delaere, Leuven, Peeters, 2011.
- Angela Ida De Benedictis, Materiali parziali o strutture fungibili? Nuove prospettive filologiche su “Honeyrêves”, “Don Perlimplin” e “Serenata IV” di Bruno Maderna, «Il Saggiatore Musicale», XVIII/1-2, 2011, pp. 139-172.
- Christoph Neidhöfer, Bruno Maderna’s Serial Arrays, in MTO, a Journal of the Society for Music Theory, Volume 13, Number 1, March 2007, URL: https://mtosmt.org/issues/mto.07.13.1/mto.07.13.1.neidhofer.html
- Angela Ida De Benedictis, Bruno Maderna e lo Studio di Fonologia della Rai di Milano: musica d’arte e d’uso tra creazione, ricerca e invenzione, «Musica/Realtà», XXX/91, 2010, pp. 43-75.
- Luigi Nono, Ricordo di due musicisti. GianFrancesco Malipiero e Bruno Maderna, in Angela Ida De Benedictis e Veniero Rizzardi (a cura di), La nostalgia del futuro Scritti scelti 1948-1986, Milano, Il Saggiatore, 2007.
- Angela Ida De Benedictis, Scrittura e supporti nel Novecento: alcune riflessioni e un esempio (“Ausstrahlung” di Bruno Maderna), in La scrittura come rappresentazione del pensiero musicale, a cura di G. Borio, ETS, Pisa 2004, pp. 237-291; ISBN 9788846708540
- Angela Ida De Benedictis, “Ritratto di Erasmo” di Bruno Maderna, in «Musica/Realtà», XXV/73, 2004, pp. 152-182.
- Angela Ida De Benedictis, Berio, Maderna e i «sottofondi». Storia sintetica di un tributo involontario all’evoluzione di un’arte, «Mitteilungen der Paul Sacher Stiftung», 15, aprile 2002, pp. 28-35-
- Roberto Fabbi, Cena sociale. Satyricon e il “politico”, in Musica/Realtà, n. 67, Lucca, LIM, 2002.
- Angela Ida De Benedictis, “Qui forse una cadenza brillante”. Viaggio nel Venetian Journal di Bruno Maderna, «Acta Musicologica», LXXII/1, 2000, pp. 63-105.
- Angela Ida De Benedictis, Opera prima: “Ritratto di città” e gli esordi della musica elettroacustica in Italia, in Nuova Musica alla Radio. Esperienze allo Studio di Fonologia della RAI di Milano 1954-1959, a cura di A. I. De Benedictis e V. Rizzardi, Cidim-ERI, Roma 2000, pp. 27- 57; ISBN 9788839711427
- Gianmario Borio, La tecnica seriale in Studi per "Il processo" di Franz Kafka di Bruno Maderna, in Musica/Realtà, 32, 1990, pp. 27-39.
- Gianmario Borio, Veniero Rizzardi, Die musikalische Einheit von Bruno Madernas Hyperion, in 12 Komponisten des XX Jahrhunderts, hrsg. von Felix Meyer. Zürich, Amadeus, 1993, pp. 117-148.